# Martin Vater
Martin Vater (geboren vor 1678; gestorben nach 1721) war ein Herzoglich Braunschweig-Lüneburgischer Orgel- und Instrumentenbauer.

## Leben
Martin Vater war verwandt mit dem Pastor Ascanius Mahler aus Brunkensen, wo Vater später auch die erste Brunkenser Orgel baute.
Er heiratete am 9. April 1678 Catharina Hedewig Mahlers. Aus dieser Ehe gingen laut den Kirchenbüchern der Neustädter Hof- und Stadtkirche St. Johannis mehrere Kinder hervor, darunter der spätere Orgelbauer Christian Vater; dort getauft am 11. Oktober 1679. Dieser erlernte seinen Beruf wahrscheinlich bei seinem Vater.
Martin Vater arbeitete spätestens 1689 als erster Orgelbauer in Hannover. In der Residenzstadt des Herzogtums Braunschweig-Lüneburg wurde er im selben Jahr zum Hoforgelbauer mit einem Jahresgehalt von 50 Thalern bestallt. Von seinem Landesherrn, Herzog Ernst August, erhielt er zudem die Zusage, „daß er in der Residentz Stadt allein und sonst niemand, in den Fürstenthümern und Landen aber gleich anderen seine Profession Orgeln und Instrumenten Zumachen, exerciren möge.“

## Werke (Auswahl)

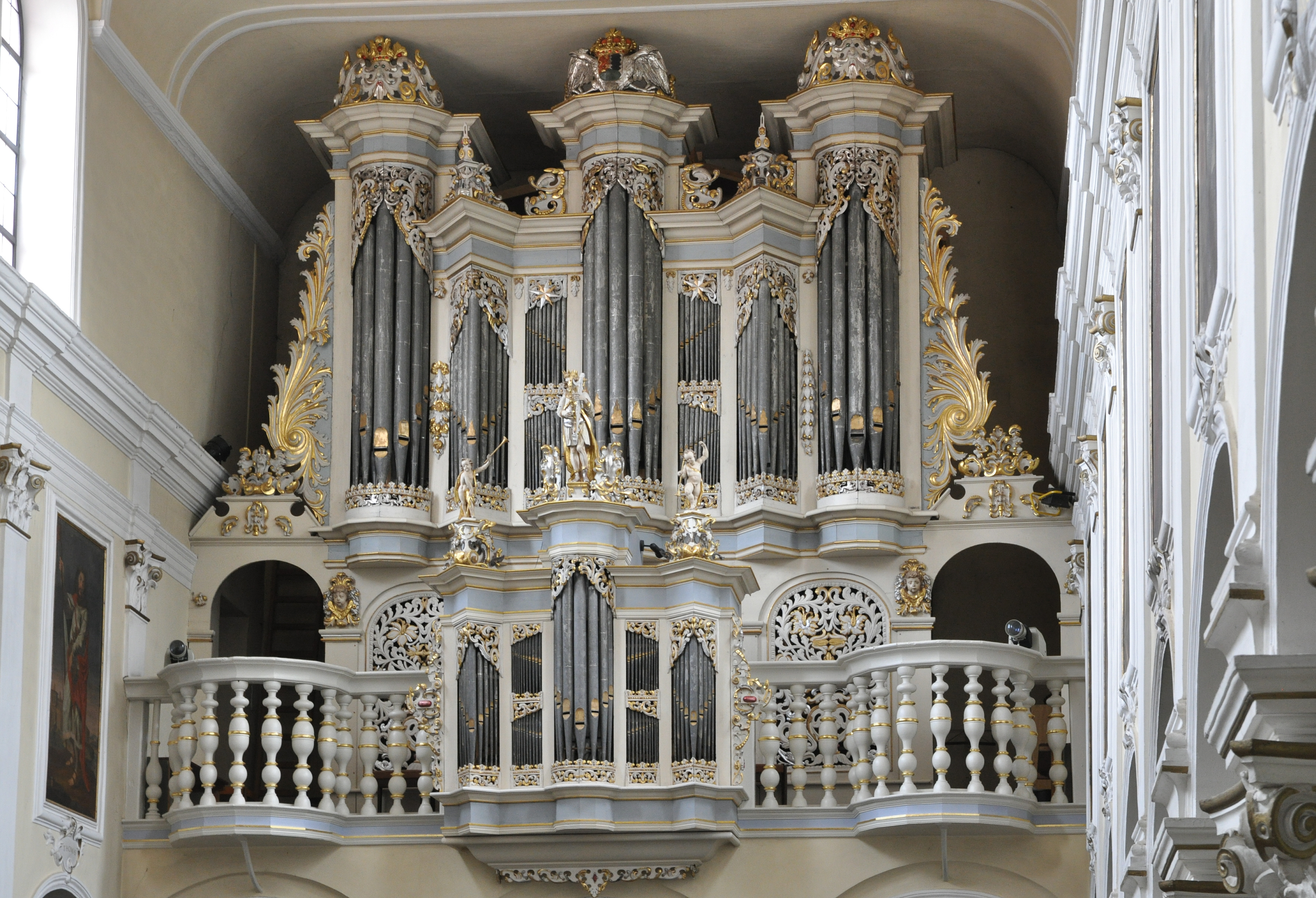
Orgelprospekt Vaters in der St.-Mauritius-Kirche in Hildesheim

Neun Orgelbauten Martin Vaters sind nachweisbar, darunter
- 1680: Orgelneubau in der St.-Andreas-Kirche (Bad Lauterberg)
- 1685–1687: Erweiterung der Orgel der Stadtkirche St. Marien (Celle)
- 1687: Die an die St.-Mauritius-Kirche in Hildesheim verkaufte Orgel stellte Vater 1687 dort auf, vergrößerte sie und erweiterte sie um ein Pedalwerk.[2]
- nach 1721: Bau der ersten Orgel in der von 1718 bis 1721 erbauten St.-Martin-Kirche in Brunkensen[2]